# Bloc Party
Bloc Party ist eine englische Indie-Rock-Band, die 1998 in London unter dem Namen Angel Range von Kele Okereke und Russell Lissack gegründet wurde. Der Name ist eine Anspielung auf eine „block party“, einen Namen für ein Nachbarschaftsfest in den USA, bei dem eine örtliche Band spielt.

## Bandgeschichte

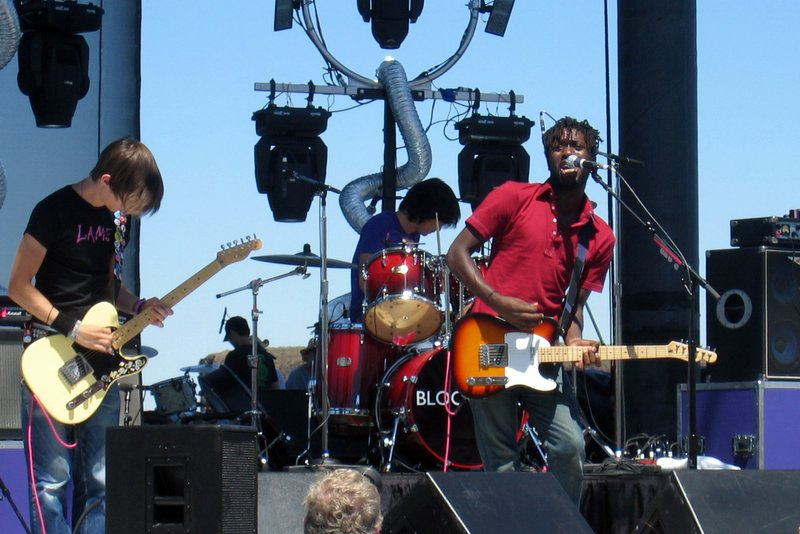
Bloc Party während des Sasquatch Musik-Festivals 2005

Die Band hatte ihren Durchbruch, nachdem der Sänger Kele Okereke 2003 auf einem Franz-Ferdinand-Konzert war und sowohl dem Franz-Ferdinand-Sänger Alex Kapranos als auch dem BBC-Moderator Steve Lamacq eine Demo-CD mit She's Hearing Voices in die Hand geben konnte. Anschließend spielte ihn Lamacq in seiner Radiosendung und lud sie ein, live in seiner Sendung zu spielen.
Ihr Album Silent Alarm kam bis auf Platz drei der britischen Albumcharts, die Single So Here We Are auf Platz fünf der Singlecharts. Das Lied Like Eating Glass wurde in dem Spiel Tony Hawk’s American Wasteland verwendet. Das Lied Banquet wurde im EA-Spiel SSX on Tour, Helicopter in FIFA 06 und Colin Mc Rae Dirt 2, Marc Ecko’s Getting Up: Contents Under Pressure, Guitar Hero III und Burnout Revenge und der Komödie Der Ja-Sager verwendet.
Im Spätsommer 2005 erschien mit Silent Alarm Remixed eine Remix-Version des Debüts. Darauf versuchen sich Künstler der Elektro-Szene wie Ladytron, M83 und Four Tet an den Stücken von Bloc Party. Daneben covern Mogwai Plans und Death from Above 1979 bearbeiten Luno. Außerdem gibt es eine Deluxe Edition von Silent Alarm, welche noch zwei weitere Songs beinhaltet (Little Thoughts und Two More Years) sowie eine DVD mit Musikvideos, Liveauftritten und einer Art Reportage über bzw. von Bloc Party.
Das zweite Album A Weekend in the City, welches mit Jacknife Lee produziert wurde, ist am 2. Februar 2007 erschienen. Die Band wollte nach Aussage von Kele Okereke auf keinen Fall eine Art Silent Alarm Pt. 2 veröffentlichen, vom Sound her ist es ihrer Meinung nach deutlich elektronischer und experimenteller als das Debüt. Die Mitglieder von Bloc Party nannten als großen Einfluss für A Weekend in the City die experimentellen Veröffentlichungen der britischen Band Radiohead. Die Kritiken in den einschlägigen Magazinen bescheinigen Bloc Party mit diesem Album eine eindeutige Weiterentwicklung. In Interviews gab Okereke zu, sich in seinen Songtexten in stärkerem Maße an politische Themen heranzuwagen, insbesondere einige rassistische Vorfälle in Großbritannien waren dafür der Auslöser. Als erste Single erschienen in Großbritannien The Prayer (B-Side: We Were Lovers) und in den USA I Still Remember. Im Anschluss an die Veröffentlichung von A Weekend In The City fand eine Mini-Tour durch Europa statt. Der Song Flux wurde Anfang Oktober 2007 vorgestellt und als neue Single veröffentlicht. Kurios dabei war die Tatsache, dass Sänger Kele Okereke das Lied auch auf Deutsch einsang. Diese Version wurde u. a. auf einer der Zeitschrift Visions beiliegenden CD veröffentlicht.
Am 11. August 2008 erschien die Single Mercury. Seit dem 21. August ist das dritte Album Intimacy in digitaler Form auf der Website der Band erhältlich. Das Album kam am 27. Oktober 2008 mit zusätzlichen Tracks in die Läden. Der Sound auf dem Album ist deutlich elektronischer geprägt als die beiden Vorgänger. Für fünf Konzerte kam die Band im Frühjahr 2009 nach Deutschland.
Im Juni 2009 gab Bloc Party bekannt, dass eine neue Single One More Chance am 10. August erscheinen wird. Das Lied gehörte bis dato allerdings nicht zum Album Intimacy und wurde produziert von Jacknife Lee. Jedoch verkündete Bloc Party, eine Re-Release ihres Albums Intimacy auf den Markt zu bringen, welche dann auch die Single One More Chance enthalten solle.
Kele Okereke gab außerdem bekannt, die Band habe zurzeit keinerlei Verpflichtungen seitens ihrer Plattenfirma, in naher Zukunft ein viertes Album herauszubringen. Die Band möchte sich bei den Aufnahmen nicht unter Druck setzen lassen, um ein qualitativ hochwertiges neues Album herausbringen zu können. 2010 folgte daraufhin eine längere Pause, in der die vier Musiker getrennte Wege gingen. Im Juni 2010 veröffentlichte Frontmann Kele Okereke sein erstes Soloalbum mit dem Titel The Boxer. Lissack trat der irischen Band Ash bei, Moakes wurde Vater und gründete die Band Young Legionnaire. Nachdem Okereke in einem Interview sagte, dass er die Band zufällig vor einem Studio getroffen habe, ohne informiert gewesen zu sein, kamen in der Presse Gerüchte auf, die Band würde einen neuen Sänger suchen oder sich gar komplett auflösen. Später klärte Okereke auf, dass seine Aussage nur ein Scherz gewesen sei.
Das vierte Album, schlicht Four betitelt, erschien in Deutschland am 24. August 2012. Vorab wurde die Single Octopus veröffentlicht. Das Album ist wieder deutlich rocklastiger als der Vorgänger Intimacy, mit teilweise harten Gitarrenriffs unterscheidet es sich dennoch vom Erstling Silent Alarm. Tong verließ die Band im Sommer 2013. Bei Live-Auftritten wird er seitdem von Sarah Jones (NYPC, Hot Chip) vertreten.
Im Frühjahr 2015 verkündete Bassist Moakes im Rahmen der Neuigkeiten der Aufnahmen zum fünften Bloc-Party-Album, dass er bereits nicht mehr Teil der Band sei. Im August 2015 wurde bekannt, dass Louise Bartle die neue Schlagzeugerin bei Bloc Party sei und Justin Harris ab sofort Bass für die Band spiele. Das neuste Studioalbum Hymns erschien am 29. Januar 2016.

## Stil
Der Stil der Band ähnelt der Musik von The Smiths, Joy Division, Sonic Youth, The Cure, Mogwai, Siouxsie and the Banshees, Radiohead, Gang of Four, Pixies, The Police und XTC und wird von der Presse oft mit Franz Ferdinand verglichen. Allerdings geben Mitglieder der Band an, z. B. von Gang of Four erst gehört zu haben, nachdem diese in der Presse als angeblich wichtiger Einfluss genannt worden waren. Dennoch haben Bloc Party zumindest einen Teil der herausragenden Stilrichtungen der 1980er Jahre, deren Vertreter einige der oben genannten Bands waren oder sind, in ihre Musik aufgenommen.
Im Oktober 2013 erschien die Compilation Bloc Party Tapes, auf der Kele Stücke zusammengestellt hat, die ihm gefallen und ihn beeinflusst haben.

## Diskografie

### Studioalben
| Jahr | Titel                 | Höchstplatzierung, Gesamtwochen, AuszeichnungChartplatzierungen (Jahr, Titel, Platzierungen, Wochen, Auszeichnungen, Anmerkungen) | Höchstplatzierung, Gesamtwochen, AuszeichnungChartplatzierungen (Jahr, Titel, Platzierungen, Wochen, Auszeichnungen, Anmerkungen) | Höchstplatzierung, Gesamtwochen, AuszeichnungChartplatzierungen (Jahr, Titel, Platzierungen, Wochen, Auszeichnungen, Anmerkungen) | Höchstplatzierung, Gesamtwochen, AuszeichnungChartplatzierungen (Jahr, Titel, Platzierungen, Wochen, Auszeichnungen, Anmerkungen) | Höchstplatzierung, Gesamtwochen, AuszeichnungChartplatzierungen (Jahr, Titel, Platzierungen, Wochen, Auszeichnungen, Anmerkungen) | Anmerkungen                            |
| Jahr | Titel                 | DE | AT | CH | UK | US | Anmerkungen                            |
| ---- | --------------------- | --- | --- | --- | --- | --- | -------------------------------------- |
| 2005 | Silent Alarm          | DE22 (6 Wo.)DE | AT52 (2 Wo.)AT | CH80 (2 Wo.)CH | UK3 ×2Doppelplatin · (61 Wo.)UK                                                                                                   | US114 (16 Wo.)US | Erstveröffentlichung: 12. Februar 2005 |
| 2007 | A Weekend in the City | DE5 (10 Wo.)DE | AT12 (4 Wo.)AT | CH8 (6 Wo.)CH | UK2 Platin · (35 Wo.)UK | US12 (8 Wo.)US | Erstveröffentlichung: 24. Januar 2007  |
| 2008 | Intimacy              | DE18 (4 Wo.)DE | AT39 (2 Wo.)AT | CH37 (3 Wo.)CH | UK8 Gold · (17 Wo.)UK | US18 (3 Wo.)US | Erstveröffentlichung: 21. August 2008  |
| 2012 | Four                  | DE6 (4 Wo.)DE | AT10 (3 Wo.)AT | CH16 (3 Wo.)CH | UK3 (4 Wo.)UK | US36 (2 Wo.)US | Erstveröffentlichung: 20. August 2012  |
| 2016 | Hymns                 | DE30 (1 Wo.)DE | AT29 (1 Wo.)AT | CH38 (1 Wo.)CH | UK12 (2 Wo.)UK | US198 (1 Wo.)US | Erstveröffentlichung: 29. Januar 2016  |
| 2022 | Alpha Games           | DE17 (1 Wo.)DE | — | CH41 (1 Wo.)CH | UK7 (1 Wo.)UK | — | Erstveröffentlichung: 29. April 2022   |

### EPs
- 2004: Bloc Party
- 2005: Hearing Voices Live
- 2012: Four More
- 2013: The Nextwave Sessions
- 2016: The Love Within
- 2023: The High Life EP

### Singles
| Jahr | Titel Album                                  | Höchstplatzierung, Gesamtwochen, AuszeichnungChartplatzierungen (Jahr, Titel, Album, Platzierungen, Wochen, Auszeichnungen, Anmerkungen) | Höchstplatzierung, Gesamtwochen, AuszeichnungChartplatzierungen (Jahr, Titel, Album, Platzierungen, Wochen, Auszeichnungen, Anmerkungen) | Höchstplatzierung, Gesamtwochen, AuszeichnungChartplatzierungen (Jahr, Titel, Album, Platzierungen, Wochen, Auszeichnungen, Anmerkungen) | Höchstplatzierung, Gesamtwochen, AuszeichnungChartplatzierungen (Jahr, Titel, Album, Platzierungen, Wochen, Auszeichnungen, Anmerkungen) | Höchstplatzierung, Gesamtwochen, AuszeichnungChartplatzierungen (Jahr, Titel, Album, Platzierungen, Wochen, Auszeichnungen, Anmerkungen) | Anmerkungen                             |
| Jahr | Titel Album                                  | DE | AT | CH | UK | US | Anmerkungen                             |
| ---- | -------------------------------------------- | --- | --- | --- | --- | --- | --------------------------------------- |
| 2004 | Banquet/Staying Fat Bloc Party               | — | — | — | UK13 Platin · (7 Wo.)UK | — | Erstveröffentlichung: 3. Mai 2004       |
| 2004 | Little Thoughts/Tulips Little Thoughts       | — | — | — | UK38 (4 Wo.)UK | — | Erstveröffentlichung: 12. Juli 2004     |
| 2004 | Helicopter Little Thoughts                   | — | — | — | UK26 Gold · (2 Wo.)UK | — | Erstveröffentlichung: 25. Oktober 2004  |
| 2005 | So Here We Are/Positive Tension Silent Alarm | — | — | — | UK5 (4 Wo.)UK | — | Erstveröffentlichung: 31. Januar 2005   |
| 2005 | The Pioneers Silent Alarm                    | — | — | — | UK18 (3 Wo.)UK | — | Erstveröffentlichung: 18. Juli 2005     |
| 2005 | Two More Years Silent Alarm                  | DE94 (3 Wo.)DE | — | — | UK7 (9 Wo.)UK | — | Erstveröffentlichung: 3. Oktober 2005   |
| 2007 | The Prayer A Weekend in the City             | DE81 (2 Wo.)DE | — | — | UK4 (7 Wo.)UK | — | Erstveröffentlichung: 29. Januar 2007   |
| 2007 | I Still Remember A Weekend in the City       | — | — | — | UK20 (6 Wo.)UK | — | Erstveröffentlichung: 9. April 2007     |
| 2007 | Hunting for Witches A Weekend in the City    | — | — | — | UK22 (2 Wo.)UK | — | Erstveröffentlichung: 9. Juli 2007      |
| 2007 | Flux A Weekend in the City                   | DE84 (2 Wo.)DE | — | — | UK8 Gold · (19 Wo.)UK | — | Erstveröffentlichung: 12. November 2007 |
| 2008 | Mercury Intimacy                             | DE77 (2 Wo.)DE | — | — | UK16 (3 Wo.)UK | — | Erstveröffentlichung: 11. August 2008   |
| 2008 | Talons Intimacy                              | — | AT67 (1 Wo.)AT | — | UK39 (2 Wo.)UK | — | Erstveröffentlichung: 20. Oktober 2008  |
| 2009 | One More Chance –                            | — | — | — | UK15 (5 Wo.)UK | — | Erstveröffentlichung: 10. August 2009   |

## Auszeichnungen für Musikverkäufe
| Silberne Schallplatte - Frankreich - 2005: für das Album Silent Alarm Goldene Schallplatte - Australien - 2006: für das Album Silent Alarm - 2007: für das Album A Weekend in the City - 2009: für das Album Intimacy - Belgien - 2008: für das Album A Weekend in the City - 2011: für das Album Silent Alarm - Irland - 2005: für das Album Silent Alarm - Spanien - 2024: für die Single Banquet |

Anmerkung: Auszeichnungen in Ländern aus den Charttabellen bzw. Chartboxen sind in ebendiesen zu finden.
| Land/RegionAuszeichnungen für Musikverkäufe (Land/Region, Auszeichnungen, Verkäufe, Quellen) | Silber  | Gold       | Platin     | Verkäufe  | Quellen             |
| -------------------------------------------------------------------------------------------- | ------- | ---------- | ---------- | --------- | ------------------- |
| Australien (ARIA)                                                                            | —       | 3× Gold3   | —          | 105.000   | aria.com.au         |
| Belgien (BRMA)                                                                               | —       | 2× Gold2   | —          | 40.000    | ultratop.be         |
| Frankreich (SNEP)                                                                            | Silber1 | —          | —          | 50.000    | infodisc.fr         |
| Irland (IRMA)                                                                                | —       | Gold1      | —          | 7.500     | irishcharts.ie      |
| Spanien (Promusicae)                                                                         | —       | Gold1      | —          | 30.000    | elportaldemusica.es |
| Vereinigtes Königreich (BPI)                                                                 | —       | 3× Gold3   | 4× Platin4 | 2.400.000 | bpi.co.uk           |
| Insgesamt                                                                                    | Silber1 | 10× Gold10 | 4× Platin4 |           |                     |